# Liste de séismes en Azerbaïdjan
La liste des séismes en Azerbaïdjan recense les tremblements de terre notables de cette région du monde.
| Date              | Temps‡     | Lieu                                           | Lat   | Lon   | Morts      | Magnitude | Notes | Sources |
| ----------------- | ---------- | ---------------------------------------------- | ----- | ----- | ---------- | --------- | --- | ------- |
| 427               |            | Ganja                                          | 40.5  | 46.5  |            | 6.7       | | [ 1 ]   |
| 906               |            | Givrakh                                        | 39.78 | 44.88 |            | 6.2       | | [ 2 ]   |
| 30 septembre 1139 | nuit       | Gandja                                         | 40.40 | 46.23 |            | 6.3       | | [ 3 ]   |
| novembre 1667     |            | Şamaxı voir Séisme de 1667 à Shamakhi          | 40.60 | 48.60 | 80 000     | 6.9       | La terre a tremblé pendant 3 mois. Tous les édifices d'importance ont été détruits, ainsi que plusieurs routes. | [ 1 ]   |
| 4 janvier 1669    |            | Şamaxı                                         | 40.60 | 48.60 | 7,000      | 5.7       | | [ 1 ]   |
| 9 août 1828       | 16:00      | Şamaxı                                         | 40.70 | 48.40 |            | 5.7       | | [ 1 ]   |
| 2 janvier 1842    | 22:00      | Bakou, Maştağa                                 | 40.5  | 50.0  |            | 4.3–5.0   | | [ 4 ]   |
| 11 juin 1859      | 13:00      | Şamaxı voir séisme de 1859 à Shamakhi (en)     | 40.70 | 48.50 | 100        | 5.9       | | [ 1 ]   |
| 13 février 1902   | 09:39:30   | Şamaxı                                         | 40.70 | 48.60 | 86         | 6.9       | | [ 1 ]   |
| 27 avril 1931     | 16:50:45   | Zangezur voir séisme de 1931 à Zanguezour (en) | 39.40 | 46.00 | 390–2 890  | 6.4       | | [ 5 ]   |
| 4 juin 1999       | 09:12:50   | Agdash, Ucar, Ağalı                            | 40.80 | 47.45 | 1          | 5.4       | | [ 1 ]   |
| 25 novembre 2000  | 18:09:11.4 | Bakou voir séisme de 2000 à Bakou (en)         | 40.25 | 49.95 | 31         | 6.8       | | [ 1 ]   |
| 7 mai 2012        | 9:40       | Zaqatala (raion)                               | 41.54 | 46.77 | 15 blessés | 5.6       | [ 6 ] |         |
| 5 juin 2018       | 18:40:30   | Zaqatala (raion)                               | 41.53 | 46.79 |            | 5.4       | | ,       |